# VP-eicoseen-copolymeer
VP-eicoseen-copolymeer is een copolymeer van N-vinylpyrrolidon en 1-eicoseen. 1-eicoseen is een alfa-alkeen met 20 koolstofatomen.
Dit copolymeer is een ingrediënt in vele cosmetische producten. Daarin heeft het als functie bindmiddel, viscositeitsregelaar en/of filmvormer: het zorgt ervoor dat het product een continue film op de huid, het haar of de nagels vormt. Men treft het daarom aan in producten die men gedurende relatief lange tijd draagt, zoals zonnebrandcrème, lipgloss, mascara en dergelijke. Het is een onschadelijk product; het is aan geen beperkingen onderhevig.
De INCI-benaming is VP/EICOSENE COPOLYMER. Het CAS-nummer is 28211-18-9.
Een vergelijkbaar product is het copolymeer van N-vinylpyrrolidon met 1-hexadeceen.